# Pałac w Balicach
Pałac w Balicach – pałac wybudowany w XIX w. w Balicach. Rozebrany po 1945 roku.

## Opis
Wedle miejscowych przekazów w Balicach istniało fortalicjum z XV–XVI w., którego część murów przetrwała do XX w. w strukturze pałacu, zbudowanego w stylu klasycznym w początkach XIX w. przez Baworowskich. W 1874 r. pałac ten uległ pożarowi, ale został odbudowany. Podczas I wojny światowej zbiory mebli, obrazów i książek zostały zniszczone. Po 1945 za czasów ZSRR pałac został w całości rozebrany, a park wycięty.